# Hueva
Hueva – gmina w Hiszpanii, w prowincji Guadalajara, w Kastylii-La Mancha, o powierzchni 31,76 km². W 2011 roku gmina liczyła 140 mieszkańców.